# Lupe o le Soaga Soccer Club
O Lupe o le Soaga é um clube de futebol fundado em 1998, com sede em Vaimauga, Samoa. Disputa a Upolu Premier League, equivalente a primeira divisão nacional.

## Títulos
- Samoa National League: 2012–13 e 2014–15
- Samoa Cup: 2013
- GM Bakery Trophy: 2004

## Elenco atual
Elenco para a Liga dos Campeões da OFC de 2014–15
Legenda
- : Capitão
- : Jogador suspenso
- : Jogador lesionado